# جنيفر بارنز
جنيفر بارنز (بالإنجليزية: Jennifer Barnes)‏ هي معلمة موسيقى بريطانية، ولدت في 30 يوليو 1960.